# 2011-es Amstel Gold Race
A 2011-es Amstel Gold Race a 46. Amstel Gold Race volt 1966 óta. 2011. április 17-én rendezték meg, 2011-es UCI World Tour egyik futamaként. A címvédő, belga Philippe Gilbert nyerte meg, második a spanyol Joaquim Rodríguez, harmadik az ausztrál Simon Gerrans lett.

## Végeredmény
|    | Versenyző               | Csapat             | Idő                 | World Tour pontok |
| -- | ----------------------- | ------------------ | ------------------- | ----------------- |
| 1  | Philippe Gilbert (BEL)  | Omega Pharma–Lotto | 6:30:44             | 80                |
| 2  | Joaquim Rodríguez (ESP) | Katyusa            | 6:30:46 (+00:00:02) | 60                |
| 3  | Simon Gerrans (AUS)     | Team Sky           | 6:30:48 (+00:00:04) | 50                |
| 4  | Jacob Fuglsang (DEN)    | Team Leopard–Trek  | 6:30:49 (+00:00:05) | 40                |
| 5  | Alexandr Kolobnev (RUS) | Katyusa            | 6:30:49 (+00:00:05) | 30                |
| 6  | Óscar Freire (ESP)      | Rabobank           | 6:30:49 (+00:00:05) | 22                |
| 7  | Björn Leukemans (BEL)   | Vacansoleil–DCM    | 6:30:51 (+00:00:07) | 14                |
| 8  | Ben Hermans (BEL)       | Team RadioShack    | 6:31:02 (+00:00:18) | 10                |
| 9  | Robert Gesink (NED)     | Rabobank           | 6:31:03 (+00:00:19) | 6                 |
| 10 | Paul Martens (GER)      | Rabobank           | 6:31:10 (+00:00:26) | 2                 |